# Effie Ellsler
Effie Ellsler, född 17 september 1855 i Cleveland, Ohio, död 8 oktober 1943 i Hollywood, Kalifornien, var en amerikansk skådespelare.

## Filmografi
- 1926 - Old Ironsides
- 1931 - Daddy Long Legs